# Mariaberg (Gammertingen)
Mariaberg is een plaats in de Duitse gemeente Gammertingen, deelstaat Baden-Württemberg, en telt 500 inwoners.